# Сполучені посудини

Анімація, що показує наповнення сполучних посудин.

Сполучені посудини — будь-які дві або кілька з'єднаних між собою посудини, в яких рідина може вільно перетікати з однієї посудини в іншу.